# Handley Page HP.43
El Handley Page HP.43 fue un transporte/bombardero biplano trimotor construido para cubrir una Especificación del Ministerio del Aire británico. No voló bien y la configuración biplano estaba obsoleta a su terminación; el único ejemplar construido fue convertido más tarde en monoplano y condujo al Handley Page HP.54 Harrow.

## Diseño y desarrollo
En 1928, Imperial Airways emitió dos juegos de licitaciones, una por un avión comercial de cuatro motores, y la otra, por uno más pequeño, trimotor. La primera llevó al muy exitoso Handley Page HP.42 / 45, pero el segundo modelo no pasó de la etapa de diseño, ya que Imperial decidió más tarde que no lo quería. Sin embargo, cuando se emitió la Especificación C.16/28 del Ministerio del Aire, solicitando un transporte/bombardero de reemplazo para los Handley Page Clive y Vickers Victoria, Handley Page ofreció un diseño que usaba las alas y los montajes de motor del trimotor unidos a un nuevo fuselaje monocasco con posiciones artilladas y cola revisada. El Ministerio del Aire encargó un prototipo con la condición de que poseyera un más familiar recubrimiento de tela y un fuselaje con ventanas de malla de construcción tubular. Este avión fue el HP.43. Sólo otros dos constructores presentaron modelos a la competición: el Vickers Type 163 fue aceptado sólo como aventura privada y el prototipo Gloster TC.33 fue encargado después de que la especificación fuera ampliada para incluir modelos de cuatro motores.
Como el HP.42, el HP.43 era un biplano de envergaduras desiguales con alas sin aflechamiento ni decalaje, de cuerda constante. Ambos estaban basados en la construcción de biplano de puente de celosía, con dos pares de soportes muy inclinados hacia afuera, unidos a otros pares inclinados hacia adentro, en cada ala. Esta disposición evitaba la necesidad de cables de arriostramiento. Ambos modelos poseían diedro en las secciones alares externas superior e inferior, combinado con un marcado ángulo negativo en la sección central del ala inferior, una característica que optimizaba la visibilidad desde el avión de pasajeros porque el ala estaba unida a la parte superior del fuselaje y conseguía que las patas monorrueda de tren de aterrizaje, montadas al final de la sección central, fueran cortas y de amplio ancho de vía. El par de motores inferior también estaba montado en este punto, en la parte superior del ala. Ambos modelos llevaban alerones y slots de borde de ataque sólo en el ala superior. En contraste, no sólo el HP.43 poseía una menor envergadura (114 pies comparados con los 130 del HP.42), sino que los planos superior e inferior poseían casi la misma cuerda, a diferencia del sesquiplano HP.42. El tercer motor radial Bristol Pegasus IM3 del HP.43 estaba montado centradamente sobre el ala superior, con riostras hasta los larguerillos superiores del fuselaje.
El fuselaje del HP.43 tenía laterales planos, elevándose ligeramente hacia la cola. El extremo del morro albergaba un puesto abierto de artillero con una ventana para el apuntador debajo, inmediatamente delante de una cabina cerrada de asientos lado a lado para el piloto y el navegador. Existía un puesto para el operador de radio detrás de ellos. Se requirió que el HP.43 fuera un transporte para tropas de 30 asientos, por lo que había asientos, ventanas y una puerta a babor a mitad de la nave. El artillero de cola se sentaba en otra posición abierta al final del fuselaje, en la parte trasera de una unidad de cola monoplano de empenajes gemelos. Los elevadores eran grandes y se proyectaban bastante desde la cola fija horizontal.
El HP.43 voló por primera vez en Radlett el 21 de junio de 1932. Después de algunas modificaciones, se trasladó hasta RAF Hendon en junio de 1933, donde no fue bien recibido por los pilotos de RAF Martlesham Heath, que lo encontraron falto de prestaciones y pesado en los controles. Durante su construcción, la RAF vio anticuado al HP.43 y estableció que fuera reemplazado por diseños monoplano de bombardeo y transporte; sorprendentemente, el HP.43 tomó parte en su transición cuando su fuselaje y empenaje fueron adaptados para acomodar una ala alta monoplana que llevaba dos motores, y resurgió como el HP.51, precursor del Harrow.

## Operadores
Reino Unido
- Real Fuerza Aérea

## Especificaciones
Referencia datos: Barnes y James, 1987

### Características generales
- Tripulación: Tres/cuatro
- Capacidad: 30 soldados
- Longitud: 23,1 m (75,8 ft)
- Envergadura: 34,8 m (114,2 ft)
- Peso vacío: 6150 kg (13 554,6 lb)
- Peso cargado: 10 210 kg (22 502,8 lb)
- Planta motriz: 3× motor radial de nueve cilindros refrigerado por aire Bristol Pegasus IM3.
  - Potencia: 485 kW (669 HP; 660 CV) cada uno.
- Hélices: 1× de cuatro palas de madera de paso fijo por motor.

### Rendimiento
- Velocidad máxima operativa (Vno): 190 km/h (118 MPH; 103 kt)
- Alcance: 1930 km (1042 nmi; 1199 mi)

### Armamento
- Ametralladoras: 

  - 1 de 7,7 mm en anillo Scarff no.12 en puesto de morro
  - 1 de 7,7 mm en anillo Scarff no.12 en puesto de cola

## Aeronaves relacionadas

### Desarrollos relacionados
- Handley Page HP.51
- Handley Page HP.54 Harrow

### Secuencias de designación
- Secuencia HP._ (interna de Handley Page): ← HP.40 - HP.41 - HP.42 - HP.43 - HP.44 - HP.45 - HP.46 →